# Cratere Ulya
Ulya  è un cratere sulla superficie di Marte.